# Asesinato de Catherine Cesnik
La hermana Catherine "Cathy" Cesnik fue una monja y profesora de lengua inglesa y de drama en el "Instituto de Mujeres Arzobispo Keough" en Baltimore, Maryland.
El 7 de noviembre de 1969, Cesnik desapareció. Su cuerpo fue descubierto más tarde el 3 de enero de 1970 cerca de un vertedero de basura en Lansdowne, Maryland. Aun así, el asesinato todavía permanece como un misterio. El asesinato de Cesnik fue la base para la serie de Netflix "The Keepers" estrenada en 2017.

## Biografía
Catherine Cesnik nació el 17 de noviembre de 1942, en la ciudad vecina de Pittsburgh, Lawrenceville.  Tuvo tres hermanos. Asistió al Instituto Sta. Maria en la 57.ª Calle y el Instituto San Augusto, ambos en su barrio nativo de Lawrenceville. Ella fue valedictoriana de su clase de instituto católica en 1960, donde también había sido la Reina de Mayo y presidenta de la clase superior y del consejo estudiantil. 
La madre de Cathy, Ann Patricia Cesnik, murió en noviembre de 2015. A pesar de haber vivido hasta los 92 años de edad, ella nunca supo quién había matado a su hija. Está enterrada junto a su hija y otros familiares en el cementerio Parroquial de Sta. Maria sobre Sharps Hill Road al 1019 en el suburbio de Sharpsburg, a través del río Allegheny, desde su Pittsburgh de Lawrenceville.

## Asesinato
Al momento de su asesinato, Cesnik era una monja de 26 años que impartía clases en el Instituto Occidental, una escuela pública en Baltimore. Durante el tiempo que estuvo en el Instituto Arzobispo Keough se ha alegado que dos de los sacerdotes, incluyendo al Padre Joseph Maskell, sexualmente maltrataron, acosaron y violaron a las chicas en la escuela además de tráficar con ellas y con la policía local entre otros. Se creyó ampliamente que la Hermana Cathy fue asesinada porque iba a exponer este escándalo. Teresa Lancaster y Jean Wehner eran alumnas en Keough y también fueron abusadas sexualmente por Maskell y llevaron a cabo un pleito legal contra la escuela en 1995, el cual fue rechazado bajo el Estatuto De Limitaciones (Doe/Roe v Un. Joseph Maskell et al.) Wehner dijo que Cesnik una vez fue con ella y le preguntó suavemente: "¿Los sacerdotes te hacen daño?" Lancaster y Wehner han dicho que fue la única que les ayudó y otras chicas abusadas por Maskell y otros aseguraron también que fue asesinada con anterioridad a la discusión del asunto con la Archidiócesis de Baltimore. No hay actualmente ninguna evidencia física que vincule a Maskell con el délito.
Jean Hargadon Wehner alega que dos meses antes de que el cuerpo fuera descubierto, Maskell la condujo al sitio de entierro y le mostró el cuerpo parcialmente cubierto de Cathy. Maskell aparentemente le dijo a Wehner: "¿Vés qué pasa cuándo dices cosas malas sobre las personas?"

## En la cultura popular
Netflix produjo una docuserie de siete partes sobre el misterio del asesinato llamado The Keepers, la cual debutó el 19 de mayo de 2017. El documental entrevista a mujeres que habían sido alguna vez estudiantes de Cesnik, así como entrevistas con algunas que fueron abusadas sexualmente por Maskell y otros sacerdotes.